# Fraser Forster
Fraser Gerard Forster   (Hexham, 1988. március 17. –) angol válogatott labdarúgó, a Tottenham Hotspur kapusa.

## Statisztika
2014. május 11. szerint
| Klub                       | Szezon           | Bajnokság | Bajnokság | FA-kupa | FA-kupa | Ligakupa | Ligakupa | Európa | Európa | Egyéb | Egyéb | Összesen | Összesen |
| Klub                       | Szezon           | Mérk.     | KGN       | Mérk.   | KGN     | Mérk.    | KGN      | Mérk.  | KGN    | Mérk. | KGN   | Mérk.    | KGN      |
| -------------------------- | ---------------- | --------- | --------- | ------- | ------- | -------- | -------- | ------ | ------ | ----- | ----- | -------- | -------- |
| Newcastle United           | 2008–09          | 0         | 0         | 0       | 0       | 0        | 0        | 0      | 0      | 0     | 0     | 0        | 0        |
| Stockport County (kölcsön) | 2008–09          | 6         | 3         | 0       | 0       | 0        | 0        | 0      | 0      | 1     | 0     | 7        | 3        |
| Bristol Rovers (kölcsön)   | 2009–10          | 4         | 2         | 0       | 0       | 0        | 0        | 0      | 0      | 0     | 0     | 4        | 2        |
| Norwich City (kölcsön)     | 2009–10          | 38        | 18        | 1       | 0       | 0        | 0        | 0      | 0      | 3     | 2     | 42       | 20       |
| Celtic (kölcsön)           | 2010–11          | 36        | 21        | 4       | 2       | 4        | 1        | 0      | 0      | 0     | 0     | 44       | 24       |
| Celtic (kölcsön)           | 2011–12          | 33        | 21        | 3       | 2       | 4        | 1        | 7      | 2      | 0     | 0     | 47       | 26       |
| Celtic                     | 2012–13          | 34        | 16        | 4       | 2       | 1        | 1        | 12     | 4      | 0     | 0     | 51       | 23       |
| Celtic                     | 2013–14          | 37        | 21        | 2       | 1       | 0        | 0        | 12     | 5      | 0     | 0     | 51       | 27       |
| Karrier összesen           | Karrier összesen | 188       | 102       | 14      | 7       | 9        | 3        | 31     | 11     | 4     | 2     | 246      | 125      |

## Sikerek
Norwich City
- Football League One győztese (1): 2009–10

Celtic
- Skót Premier League/Premiership győztese (4): 2011–12, 2012–13, 2013–14, 2019–20
- Skót kupa győztese (2): 2010–11, 2012–13
- Skót ligakupa győztese (1): 2019–20

Tottenham Hotspur
- Európa-liga győztese : 2024–25

## Fordítás
Ez a szócikk részben vagy egészben  a   Fraser Forster című angol Wikipédia-szócikk fordításán alapul.  Az eredeti cikk szerkesztőit annak laptörténete sorolja fel. Ez a jelzés csupán a megfogalmazás eredetét és a szerzői jogokat jelzi, nem szolgál a cikkben szereplő információk forrásmegjelöléseként.